# USS Randolph (1776)
Pour les autres navires du même nom, voir USS Randolph.
L’USS Randolph est une frégate de 32 canons de la Continental Navy. Nommé d'après Peyton Randolph, il a été détruit près de la Barbade dans le cadre de la guerre d'indépendance des États-Unis. Il était commandé par Nicholas Biddle.
Le Randolph apparaît dans le jeu vidéo Assassin's Creed III.